# Bollebygds distrikt
Bollebygds distrikt är ett distrikt i Bollebygds kommun och Västra Götalands län. 
Distriktet ligger i och omkring Bollebygd. 

## Tidigare administrativ tillhörighet
Distriktet inrättades 2016 och utgörs av socknen Bollebygd i Bollebygds kommun
Området motsvarar den omfattning Bollebygds församling hade vid årsskiftet 1999/2000.